# (27075) 1998 SY143
(27075) 1998 SY143 est un astéroïde de la ceinture principale d'astéroïdes découvert en 1998.

## Description
(27075) 1998 SY143 a été découvert le 18 septembre 1998 à l'observatoire de La Silla, au Chili, par Eric Walter Elst.

### Caractéristiques orbitales
L'orbite de cet astéroïde est caractérisée par un demi-grand axe de 2,22 UA, un périhélie de 1,90 UA, une excentricité de 0,15 et une inclinaison de 2,30° par rapport à l'écliptique. Du fait de ces caractéristiques, à savoir un demi-grand axe compris entre 2 et 3,2 UA et un périhélie supérieur à 1,666 UA, il est classé, selon la JPL Small-Body Database, comme objet de la ceinture principale d'astéroïdes.

### Caractéristiques physiques
(27075) 1998 SY143 a une magnitude absolue (H) de 15,4 et un albédo estimé à 0,344.